# Platytarropus polydesmoides
Platytarropus polydesmoides är en mångfotingart som beskrevs av Karl Wilhelm Verhoeff 1939. Platytarropus polydesmoides ingår i släktet Platytarropus och familjen Dalodesmidae. Inga underarter finns listade i Catalogue of Life.